# Gye
Gye is een gemeente in het Franse departement Meurthe-et-Moselle (regio Grand Est) en telt 187 inwoners (1999).
De gemeente maakt deel uit van het arrondissement Toul en sinds 22 maart 2015 van het op die dag opgerichte kanton Toul. Daarvoor hoorde het bij het kanton Toul-Sud, dat toen opgeheven werd.

## Geografie
De oppervlakte van Gye bedraagt 6,5 km², de bevolkingsdichtheid is 28,8 inwoners per km².
De onderstaande kaart toont de ligging van Gye met de belangrijkste infrastructuur en aangrenzende gemeenten.

## Demografie
De figuur toont het verloop van het inwonertal (bron: INSEE-tellingen).